# Первомайськдизельмаш
Первомайськдизельмаш — провідне в Україні підприємство машинобудівної галузі, що спеціалізується на виробництві дизелів, дизель-генераторів, а також газових двигун-генераторів.

## Історія
В 1875 році в селі Голта Кам'яномостівської волості Ананьївського повіту Херсонської губернії неподалік від залізничної станції німець Фрідріх Гейне відкрив майстерню по ремонту сільськогосподарської техніки і виготовленню заклепок для залізничного мосту. Замовлень було багато, тож за 2 роки власник розширив виробництво і перейменував у чавуноливарний і механічний завод Гейне.
У 1895 році, поруч з заводом Гейне, інженер-механік Фаатц побудував машинобудівний і чавуноливарний завод з двома паровими двигунами.
Праця на цих підприємствах була важкою, робочий день тривав 12 годин, а заробітна платня становила 40-50 копійок. В 1903 році на заводі Гейне розпочався страйк, який підтримали робітники заводу Фаатца. Основною вимогою було скорочення робочого дня до 10 годин. Після Лютневої революції 1917 року на заводі Гейне було створено профспілку металістів. В 1918 році на заводі Гейне створено підпільну більшовицьку групу, яку очолив Я. І. Мельник, на заводі Фаатца таку ж групу очолив А. П. Ульяницький.
В 1920 році механічний завод Гейне став державним підприємством і був перейменований у завод імені 25 Жовтня, а в 1924 році його об'єднано з машинобудівним заводом. Завод приступив до створення і освоєння виробництва двигунів внутрішнього згорання.
У 1927 році розпочато виробництво двигуна «Метеор» потужністю 24 к.с.
В 1931 році збудовано і пущено в дію мартенівський цех.
В 1934 році освоєно випуск стаціонарного газового двигуна потужністю 55-70 к.с. для потреб народного господарства.
З початком німецько-радянської війни обладнання заводу і частина робітників були евакуйовані у місто Балаково Саратовської області. На новому місці на базі майстерень створили машинобудівний завод з випуску боєприпасів. Новостворений завод отримав назву завод імені Ф. Е. Дзержинського.
На території заводу німецько-румунськими окупантами було розміщено концентраційний табір для військовополонених,єврейське гетто. У 1944 році при відступі німці зруйнували 85 % приміщень заводу.
26 березня 1944 року Первомайськ було звільнено, а наступного дня розпорядженням Народного Комісара важкого машинобудування було призначено директора заводу і створено комісію з оцінки збитків.
76 робітників заводу загинули на фронтах німецько-радянської війни, понад 300 — нагороджені державними нагородами.
Після визволення на завод почали повертатись його працівники. Були створені загони з відновлення заводу та організації виробництва. Наказом Наркома важкого машинобудування від 21 вересня 1944 року підлягало поверненню на завод устаткування і працівники. В листопаді на заводі створено школу ФЗУ. 5 грудня 1944 року пущено в експлуатацію котельний цех, створено механічні та збиральні дільниці. Протягом всього часу відновлення заводу на ньому одночасно вівся ремонт бронетехніки.
На початку 1945 року на заводі організовано механічний, інструментальний, складальний цехи та перша черга ливарного цеху.
Поступово завод відновлює свої виробничі потужності. За підсумками загальносоюзного змагання підприємств важкого машинобудування за 1945 рік завод імені 25 Жовтня посів почесне 3 місце.
В 1946 році розпочато випуск двигунів «2 ГЧ 18/36» потужністю 45-90 к.с.
У 1948 році досягнуто довоєнного рівня виробництва.
В 1956 році освоєно виробництво дизелів «6 ЧРП 25/34» потужністю 300 к.с. для потреб суднобудування.
В 1963 році власними силами на новій конструктивній базі створено дизель «6 ЧН 25/34» з газотурбінним нагнітанням потужністю 450 к.с. і на його базі дизель-генератора потужністю 300 кВт.
В кінці 1960-х років на заводі проведено реконструкцію і технічне переозброєння виробництва.
В 1975 році за значні успіхи в розвитку вітчизняного машинобудування завод нагороджений орденом Трудового Червоного Прапора.
В 1972 — 1993 роках на базі дизелів «ЧН 25/34» створено і поставлено на виробництво уніфікований ряд судових і стаціонарних дизель-генераторів потужністю 315—500 кВт, а також головний судовий дизель «8 ЧНП 25/34» потужністю 800 к.с.
В 1993 році в процесі приватизації на базі заводу ім. 25 Жовтня створене акціонерне товариство відкритого типу «Первомайськдизельмаш».
В 1995 — 2000 роках на підприємстві розроблено і розпочато промислове виробництво газодизель-генераторів потужністю 315—500 кВт, пристосованих для роботи на природному, побіжному нафтовому та шахтному газі.
У 2008 році вперше в Україні було опановане виробництво газопоршневих двигунів і на їх базі когенераційних установок, пристосованих для роботи на газоподібних видах палива, таких як: нафтовий газ, шахтний газ-метан.
У 2010 році на загальних зборах акціонерів АТВТ «Первомайськдизельмаш» було вирішено реорганізувати підприємство в ТДВ «Первомайськдизельмаш».
Маючи багаторічний досвід, підприємство продовжує вдосконалювати дизельну і газодизельну техніку, працює згідно з вимогами міжнародних стандартів якості «ISO 9000», активно веде пошук нових ринків збуту своєї продукції, яка відома вже в більш ніж 40 країнах світу.
У 2015 році завод почав виробництво енергетичних установок, які працюють на біогазі, отримуваного в процесі ферментації відходів переробки сільськогосподарських культур та інших рослинних і біологічних залишків.

## Склад
Крім головного заводу товариства, до його складу входять кілька дочірніх підприємств:
- ДП «Ливарний завод» — підприємство, яке забезпечує чавуном та сталевим литтям материнське підприємство, підприємства сільського господарства та ін.
- ДП «Техносервіс» — підприємство займається капітальним ремонтом двигунів КАМАЗ, реставрацією та виготовленням нових деталей та вузлів до сільгоспмашин, виготовленням нестандартного обладнання.
- ДП «ТН КОМ» — підприємство, яке виробляє та реалізує вироби промислового вжитку, товарів народного споживання.
- ДП «Енергія» — підприємство, яке створене для виробництва та продажу електричної та теплової енергії, надання сервісних послуг, виробництва та випуску нових зразків продукції промислово-технічного характеру у кооперації з засновником.
- ДП «Побут» — було створене для обслуговування житлово-комунальної інфраструктури і зупинило свою діяльність з моменту передачі житла у комунальну власність.
- ДП «Здоба» — створене з метою організації харчування для робітників Товариства та населення.

Філій та представництва АТВТ «Первомайськдизельмаш» у своєму складі не має.

## Директори заводу
- Гейне Фрідріх А. (1875 — 1914)
- Магдовський А. (1914)
- Кутєпов (1916 — 1918)
- Рибицький Т. С. (1922 — 1924)
- Данкер Г. А. (1924)
- Воронов М. Г. (1924)
- Бірюков (1926 — 1931)
- Аттал К. Ф. (1931 — 1934)
- Бублієвський А. Г. (1936)
- Іскорка (1937)
- Тимохін М. П. (1941 — 1948)
- Гульєльмі А. А. (1948 — 1955)
- Медведєв Федір Миколайович (1955 — 1965)
- Герасименко П. Н. (1965 — 1968)
- Капуста А. Д. (1968 — 1974)
- Нічвієнко Василь Федорович (1974)
- Сапунов В. Н. (1975 — 1978)
- Юрченко Євген Венедиктович (1979 — 1987)
- Степанченко В. І. (1987 — 1996)
- Юдін Михайло Айзікович (з 1997)

## Гордість заводу
За визначні трудові досягнення працівники заводу неодноразовоно нагороджувались орденами і медалями СРСР. Серед них:
- Орден Леніна — майстер Борис В. Г. і токар-розточувальник Ткаченко П. А.
- Орден Жовтневої Революції — майстер Івакін Г. М. і токар-розточувальник Данько А. С.
- Орден Трудового Червоного Прапора — бригадир зварювальників Польшаков В. Я., токар-розточувальник Синявський О. Л., формувальник Чулінін О. І., стержньовик Романовська П. І., шліфувальник Садовський М. С.
- Орден Дружби народів — бригадир складальників Петушенко І. П.
- Орден Знак Пошани — заст.головного інженера Юрченко Є. В., начальник цеху Волянський В. І., слюсар-ремонтник Іванішин І. М.
- Орден Трудової Слави 2-го і 3-го ступенів — бригадир ливарників Акуленко О. О., токар Жуганова Г. П.
- Орден Трудової Слави 3-го ступеня — ст.майстер Животовський В. Г., стержньовик Кропивницький В. Л., свердлувальник Поцілуєнко В. О., оператор-напилювач Кравченко О. І.

Токар Жуганова Г. П. обиралась депутатом Верховної Ради УРСР 9-го та 10-го скликань.